# رومینا موندلو
رومینا موندلو (ایتالیایی: Romina Mondello؛ زادهٔ ۱ مارس ۱۹۷۴) بازیگر اهل ایتالیا است.
از فیلم‌ها یا برنامه‌های تلویزیونی که وی در آن نقش داشته‌است، می‌توان به مارکیز، به سوی شگفتی، مظنون و شهردار اشاره کرد.